# Can Vinyamata
Can Vinyamata és una masia gòtica d'Òrrius (Maresme) inclosa a l'Inventari del Patrimoni Arquitectònic de Catalunya.

## Descripció
Masia gran formada per planta baixa, pis i golfes. La coberta és a dues aigües. A la planta baixa hi trobem dues finestres amb llindes rectes i un portal rodó amb dovelles, al primer pis hi ha la finestra principal sobre el portal rodó amb arc treballat d'estil gòtic i relleus escultòrics, a cada costat hi ha una altra finestra petita, una amb llinda recta i l'altre amb arcs a diferents nivells. La masia consta de tres cossos i un de transversal. La façana acaba amb una petita cornisa que és nova però que segueix l'estil de la casa. L'interior també està d'acord amb l'estil de l'exterior, hi ha portes amb llindes rectes de pedra.